# 小行星1312
小行星1312（1312 Vassar）是一颗围绕太阳公转的小行星。1933年7月27日，喬治·范·比斯布魯克在威廉斯湾发现了此天体。
該小行星以美國紐約州的瓦薩學院命名。
这颗小行星的绝对星等为261.3562379602806等。